# Hopsin
Marcus Jamal Hopson (* 18. Juli 1985 in Panorama City, Los Angeles, Kalifornien), besser bekannt als Hopsin, ist ein US-amerikanischer Rapper, Produzent und Schauspieler. Er ist Gründer des US-amerikanischen Independent-Plattenlabels Funk Volume und veröffentlichte dort auch seine Tonträger, bis er nach einem Streit mit dem Manager Dame Ritter das Label verließ.

## Leben

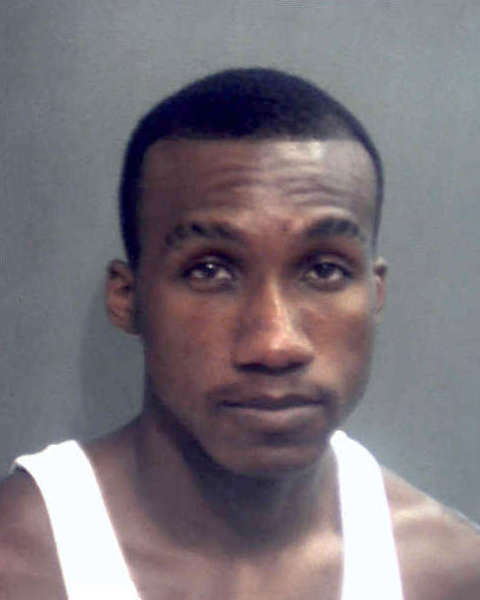
Polizeifoto von Hopsin (2012)

Hopsin besuchte die James Monroe High School in Panorama City. In seinem Abschlussjahr 2004 verließ er die Schule, um eine Karriere als Musiker zu starten.
Hopsins erstes Album Gazing at the Moonlight erschien am 26. Oktober 2009. Von vielen amerikanischen Hip-Hop-Magazinen wurde er für seine Kreativität gelobt. Kritiker bemängelten jedoch die äußerst kontroversen Inhalte, die sich auch auf seinem folgenden Album RAW mit Tracks wie Kill Her oder Sag my Pants wiederholten.
Auffälligstes Merkmal Hopsins ist wohl seine Vorliebe für gefärbte Kontaktlinsen. So trägt er beispielsweise in Videos zu Sag my Pants und How You Like Me Now komplett weiße Linsen. Nach eigener Aussage verwendet er diese, um sich von anderen Rappern zu unterscheiden. Bevor er die Kontaktlinsen verwendete, erinnerten sich die Leute, wenn er neben anderen Rappern auftrat, erst an seinen Auftritt, als er sie auf seine Songs hinwies. Sein ehemaliger Label-Kollege SwizZz benutzt dieses Stilmittel ebenfalls, trägt allerdings durchgehend schwarze Kontaktlinsen, die sich über den ganzen Augapfel erstrecken.
Was Hopsin zusätzlich auszeichnet, ist, dass er viele Facetten seiner Musik und ihrer Präsentation selbst in die Hand nimmt: Texte, Beats und auch die Videos, die größtenteils unter seiner Regie entstehen. Hopsin ist mit der amerikanischen Hip-Hop-Welt äußerst unzufrieden, was er in seinem Song Sag my Pants deutlich macht: „[...] I have no favourite rappers, because all you suck“. Präzise geht er in diesem Track auf die Rapper Lil Wayne, Soulja Boy, Drake, Rick Ross und das von Eazy-E gegründete Label Ruthless Records ein, indem er diese lächerlich macht.

## Funk Volume
Nachdem der  Erfolg für Hopsin unter Ruthless Records aufgrund mangelnder Promotion ausgeblieben war, entschloss er sich dazu, independent mit einem eigenen Label, namentlich Funk Volume, weiterzumachen. Dieses wurde von Hopsin gegründet und später von Damien „Dame“ Ritter übernommen. Sein zweites Studioalbum, RAW, war das erste Funk Volume Release. Neben SwizZz, dem Bruder von Dame Ritter, ist seit Ende 2011 auch der aus Las Vegas stammende Dizzy Wright bei Funk Volume unter Vertrag. Im Sommer 2012 stieß auch Jarren Benton zum Team hinzu. Anfang 2016 bestätigte Hopsin auf Instagram offiziell, dass er wegen eines Streites mit dem Mitgründer Damien Ritter aus Funk Volume ausgetreten sei und seine bisher nur als Modelabel bekannte Firma Undercover Prodigy zu seinem neuen Musiklabel erklärt hat.

## Diskografie

### Alben
- 2009: Haywire (feat. SwizZz)
- 2009: Gazing at the Moonlight
- 2010: RAW
- 2013: Knock Madness
- 2015: Pound Syndrome
- 2017: No Shame

### Singles (mit Auszeichnungen)
- 2010: Sag My Pants (US: Gold)[5]
- 2012: The Ill Mind of Hopsin 5 (US: Platin)
- 2016: The Ill Mind of Hopsin 8 (US: Gold)

### Musikvideos
- 2008: Who Can It Be?
- 2009: The Ill Mind of Hopsin
- 2009: Leave Me Alone
- 2009: The Ill Mind of Hopsin 2
- 2009: Bad Motherfucker (feat. SwizZz)
- 2009: Motherfucker
- 2010: The Ill Mind of Hopsin 3
- 2010: How You Like Me Now (feat. SwizZz)
- 2010: Sag My Pants
- 2010: You Are My Enemy
- 2010: Kill Her
- 2011: The Ill Mind of Hopsin 4
- 2011: Am I a Psycho? (feat. Tech N9ne & B.o.B)
- 2012: Hop Madness
- 2012: The Ill Mind of Hopsin 5
- 2013: Go Off (feat. Jarren Benton & SwizZz)
- 2013: The Ill Mind of Hopsin 6
- 2013: Hop Is Back
- 2014: I Need Help
- 2014: The Ill Mind of Hopsin 7
- 2015: Killin’ My Soul (feat. Jarren Benton & Locksmith)
- 2015: Hoppa’s Cypher (feat. Jarren Benton, Dizzy Wright & SwizZz)
- 2015: Crown Me
- 2015: FLY
- 2015: The Pound
- 2015: Fort Collins (feat. Dizzy Wright)
- 2015: No Words
- 2016: The Ill Mind of Hopsin 8
- 2016: Bout The Business
- 2016: Die This Way
- 2016: False Advertisement
- 2017: All Your Fault
- 2017: Am I High
- 2017: BUS that
- 2017: The Purge
- 2017: Witch Doctor
- 2017: The Ill Mind of Hopsin 9
- 2018: Panorama City
- 2018: Tell’em Who You Got It From
- 2018: Hell’s Carol
- 2018: Lowkey
- 2019: You Should’ve Known (feat. DAX)
- 2019: The Old Us
- 2019: Picasso
- 2019: I Don't Want It
- 2020: Covid Mansion
- 2020: Kumbaya
- 2021: Your House
- 2021: Hopsin – Alone With Me

## Filmografie

### Filme
| Titel                                           | Jahr | Rolle          | Hinweise             |
| ----------------------------------------------- | ---- | -------------- | -------------------- |
| Max Keeble’s Big Move                           | 2001 | Pizzasalon Typ | Extra                |
| Fame                                            | 2009 | Senior Rapper  | unterstützende Rolle |
| Bomb the World                                  | 2010 | Gesicht        | Hauptrolle           |
| Independent Living: The Funk Volume Documentary | 2013 | Er Selbst      | Hauptrolle           |

### Fernsehen
| Titel               | Jahr | Rolle   | Hinweise                                  |
| ------------------- | ---- | ------- | ----------------------------------------- |
| Das ist so Rabe     | 2003 | Typ # 2 | Extra 1. Episode ("To See or Not to See") |
| Murder In The First | 2015 | Fatty B |                                           |

### Videospiele
| Titel            | Jahr | Rolle     | Plattform   |
| ---------------- | ---- | --------- | ----------- |
| Battle Rap Stars | 2011 | Er Selbst | Android/IOS |